# Zahia Guidoum Castiblanque
Zahia Guidoum Castiblanque   (Els Orriols, 1994) és una politòloga i sociòloga. Originària del barri d’Orriols, a València, és filla de la immigració, tant castellana, d'on és originàriament la seva família materna, com algeriana, d’on és son pare. Ella mateixa es defineix com a castellanoparlant de naixement, valencianoparlant per elecció, i santapolera (municipi al sud d'Alacant al Baix Vinalopó) d'adopció. Membre del Catalonia Global Institute, seria designada coordinadora de la Plataforma pel Dret a Decidir del País Valencià el 15 de maig de 2021 agafant el relleu d'Antoni Infante. Fou cofundadora del grup Valencians UK, mànager del Centre Internacional d'Estudis Parlamentaris AEGEE Election Observation a Londres, i tècnica d'informes i dinamització de campanyes de Plataforma per la Llengua País Valencià.